# Hrant Dink
Hrant Dink (tiếng Armenia: Հրանդ Տինք, phát âm [həˈɾɑnt diŋkʰ]Hrant Dink (Armenian: Հրանդ Տինք, (ngày 15 tháng 9 năm 1954 - 19 tháng 1 năm 2007) là một người biên tập báo, nhà báo, người viết chuyên mục người Armenia-Thổ Nhĩ Kỳ. Ông là giám đốc bộ biên tập của tờ báo song ngữ Armenia Thổ Nhĩ Kỳ-Armenia Agos, Dink là một thành viên nổi bật của thiểu số người Armenia ở Thổ Nhĩ Kỳ. Dink đã được biết đến nhiều nhất vì ủng hộ hòa giải Thổ Nhĩ Kỳ-Armenia và các quyền con người và dân tộc thiểu số ở Thổ Nhĩ Kỳ; ông thường chỉ trích việc phủ nhận vụ thảm sát người Armenia của chính quyền Thổ Nhĩ Kỳ, và các chiến dịch cộng đồng người Armenia cho sự công nhận quốc tế. Dink đã bị truy tố ba lần để nói xấu Turkishness, trong khi nhận được nhiều lời dọa giết từ những người dân tộc chủ nghĩa Thổ Nhĩ Kỳ..
Dink bị ám sát tại Istanbul vào tháng 1 năm 2007 bởi Ogun Samast, một người dân tộc chủ nghĩa Thổ Nhĩ Kỳ 17 tuổi. Đây là một thời gian ngắn sau khi ra mắt của bộ phim tài liệu diệt chủng Screamers, trong đó ông được phỏng vấn về sự từ chối của Thổ Nhĩ Kỳ diệt chủng người Armenia năm 1915 và các trường hợp chống lại ông theo điều 301. Trong khi Samast có kể từ khi bị bắt giam, hình ảnh của các sát thủ hai bên là cảnh sát và hiến binh Thổ Nhĩ Kỳ mỉm cười bên cạnh kẻ giết người và phía trước của lá cờ Thổ Nhĩ Kỳ. Những bức ảnh làm dấy lên một vụ bê bối ở Thổ Nhĩ Kỳ, khiến một loạt các cuộc điều tra và bãi nhiệm những người liên quan.
Tại tang lễ của ông, hai trăm ngàn người đưa tang diễu hành phản đối các vụ ám sát, tụng kinh, "Chúng ta đều là người Armenia" và "Chúng ta đều Hrant Dink". Chỉ trích của điều 301 càng trở nên thanh nhạc sau khi ông chết, dẫn đến đề nghị quốc hội bãi bỏ. Năm học 2007-2008 tại trường Cao đẳng của châu Âu được đặt tên để vinh danh ông.